# Boljanići, Pljevlja
Boljanići este un sat din comuna Pljevlja, Muntenegru. Conform datelor de la recensământul din 2003, localitatea are 60 de locuitori (la recensământul din 1991 erau 79 de locuitori).

## Demografie
În satul Boljanići locuiesc 54 de persoane adulte, iar vârsta medie a populației este de 44,3 de ani (43,3 la bărbați și 45,3 la femei). În localitate sunt 24 de gospodării, iar numărul mediu de membri în gospodărie este de 2,50.
Populația localității este foarte eterogenă.
|  |

| Demografie | Demografie | Demografie |
| An         | Locuitori  | Locuitori  |
| ---------- | ---------- | ---------- |
|            |            |            |
|            |            |            |
|            |            |            |
|            |            |            |
| 1948       | 188        |            |
| 1953       | 183        |            |
| 1961       | 177        |            |
| 1971       | 145        |            |
| 1981       | 110        |            |
| 1991       | 79         | 79         |
| 2003       | 60         | 60         |

| \| Componența etnică conform recensământului din 2003[2] \| Componența etnică conform recensământului din 2003[2] \| Componența etnică conform recensământului din 2003[2] \| Componența etnică conform recensământului din 2003[2] \| Componența etnică conform recensământului din 2003[2] \| \| ----------------------------------------------------- \| ----------------------------------------------------- \| ----------------------------------------------------- \| ----------------------------------------------------- \| ----------------------------------------------------- \| \| \| \| \| \| \| \| Sârbi \| Sârbi \| \| 29 \| 48,33% \| \| Muntenegreni \| Muntenegreni \| \| 28 \| 46,66% \| \| necunoscută \| necunoscută \| \| 3 \| 5% \| |              |  |    |        |
| Componența etnică conform recensământului din 2003 |              |  |    |        |
| |              |  |    |        |
| Sârbi | Sârbi        |  | 29 | 48,33% |
| Muntenegreni | Muntenegreni |  | 28 | 46,66% |
| necunoscută | necunoscută  |  | 3  | 5%     |